# Merton (condado de Waukesha, Wisconsin)
Merton es un pueblo ubicado en el condado de Waukesha en el estado estadounidense de Wisconsin. En el Censo de 2010 tenía una población de 8338 habitantes. Tiene una población estimada, a mediados de 2019, de 8.611 habitantes.

## Geografía
Merton se encuentra ubicado en las coordenadas 43°9′26″N 88°21′32″O / 43.15722, -88.35889. Según la Oficina del Censo de los Estados Unidos, Merton tiene una superficie total de 73.2 km², de la cual 66.7 km² corresponden a tierra firme y 6.5 km² es agua.

## Demografía
Según el censo de 2010, había 8.338 personas residiendo en Merton. La densidad de población era de 117,12 hab./km². De los 8.338 habitantes, Merton estaba compuesto por el 97.51% blancos, el 0.25% eran afroamericanos, el 0.18% eran amerindios, el 1.08% eran asiáticos, el 0.01% eran isleños del Pacífico, el 0.2% eran de otras razas y el 0.77% pertenecían a dos o más razas. Del total de la población el 1.25% eran hispanos o latinos de cualquier raza.